# Dibulla
Dibulla est une municipalité située dans le département de La Guajira, en Colombie.